# Хигути, Вакаба
Вакаба Хигути (яп. 樋口新葉 Хигути Вакаба, ромадзи: Wakaba Higuchi; род. 2 января 2001, Токио, Япония) — японская фигуристка, выступающая в одиночном катании. Серебряный призёр Олимпийских игр в командном соревновании (2022), серебряный призёр чемпионата мира (2018), победительница этапа Гран-при Skate America (2024), четырёхкратная вице-чемпионка Японии (2016, 2017, 2020, 2022), двукратный бронзовый призёр чемпионатов Японии (2015, 2025). Двукратный бронзовый призёр юниорских чемпионатов мира (2015, 2016), бронзовый призёр финала Гран-при среди юниоров (2015), двукратная чемпионка первенства Японии среди юниоров (2015, 2016). Победительница командного чемпионата мира (2017).
По состоянию на 29 марта 2025 года занимает 26-е место в рейтинге Международного союза конькобежцев.

## Карьера

### Ранние годы
Вакаба Хигути родилась в столице Японии в первые часы XXI века. С детских лет увлеклась фигурным катанием.
В 2013 году Хигути выступала на японском первенстве среди юниоров, который через год впервые выиграла.

### Сезон 2014—2015
Осенью 2014 года она приняла участие в юниорских этапах Гран-при в Остраве и Дрездене, где была второй и первой соответственно. Это позволило ей принять участие в юниорском финале Гран-при в Барселоне в декабре 2014 года, где выиграла бронзовую медаль. В этом сезоне она дебютировала на взрослом национальном чемпионате, на котором была также третьей. В марте 2015 года в Таллине на юниорском мировом чемпионате заняла третье место.

### Сезон 2015—2016
В следующем сезоне выступала на юниорских этапах Гран-при. Если в Загребе она финишировала второй, то в Австрии её постигла относительная неудача, и она не сумела выйти в финал. Но вновь стала чемпионкой среди юниоров Японии и вице-чемпионкой среди взрослых. В марте 2016 года она поехала в Дебрецен на юниорский мировой чемпионат и вновь заняла там третье место.

### Сезон 2016—2017: международный дебют на взрослом уровне
Новый предолимпийский сезон начала в середине сентября среди взрослых на турнире Кубок Ломбардии, который она в Бергамо выиграла и улучшила все свои предыдущие достижения. В середине ноября дебютировала на взрослом этапе Гран-при в Париже, где на турнире Trophée de France финишировала на третьем месте, при этом были улучшены спортивные достижения в сумме и произвольной программе. В конце ноября выступала на заключительном домашнем этапе Гран-при в Саппоро, где заняла место рядом с пьедесталом. На чемпионате Японии в декабре в Осаке Хигути в упорной борьбе сумела во второй раз подряд выиграть серебряную медаль.
В феврале 2017 года дебютировала в Канныне на континентальном чемпионате, где заняла место в конце ведущей десятки фигуристок. В конце марта на чемпионате мира в Хельсинки она оказалась в дюжине лучших фигуристок мира. Через три недели после этого была отправлена на командный чемпионат мира, где выступила очень успешно. При этом она превзошла все свои прежние спортивные достижения и способствовала завоеванию своей командой золотой медали.

### Сезон 2017—2018: серебро чемпионата мира
В сентябре начала олимпийский сезон в Бергамо, где на Кубке Ломбардии финишировала с серебряной медалью. При этом улучшила свои прежние достижения в сумме и короткой программе. Через месяц выступила в серии Гран-при на российском этапе, где финишировала с бронзовой медалью. Через две недели на китайском этапе серии Гран-при в Пекине ей удалось финишировать с серебряной медалью. Как оказалось впоследствии, это позволило ей выйти в Финал Гран-при. В самом финале в Нагое спортсменка выступила неудачно и заняла последнее место. 
В конце декабря на национальном чемпионате выступила не совсем успешно: в упорной борьбе финишировала рядом с пьедесталом. Однако уже в марте Хигути завоевала серебро на чемпионате мира в Милане. По результатам короткой программы она занимала восьмое место, но за счёт успешного исполнения произвольной программы стала серебряным призером турнира.

### Сезон 2018—2019
В сентябре выступила турнире серии «Челленджер» Autumn Classic International, где после короткой программы занимала 4 место с 57,54 баллами, в произвольной программе заняла 5 место с 109,47, по итогу стала пятой с суммой баллов 167,01. 
В октябре выступила на этапе Гран-при Skate Canada International, где в короткой программе была на 2 месте с 66,51 баллами, в произвольной программе на 7 месте с 114,78 баллами, по итогу заняв 5 место с суммой баллов 181,29. Должна была выступать на пятом этапе Гран-при Rostelecom Cup, но снялась с турнира.
В конце декабря выступила на национальном чемпионате, после короткой программы занимала 4 место с 72,63 баллов, в произвольной программе заняла 7 место с 125,00 балла, по итогу расположилась на 5 месте с суммой баллов 197,63.

### Сезон 2019—2020
В сентябре выступила турнире серии «Челленджер» Lombardia Trophy , где в короткой программе занимала 9 место с 52,33 балла, в произвольной программе заняла 8 место с 112,04 балла, по итогу заняла 8 место с суммой балов 164,37.
На первом этапе Гран-при Skate America, в короткой программе расположилась на 3 месте с 71,76 балла, в произвольной программе расположилась на 6 месте с 109,56 баллов, по итогу заняла 6 место с суммой баллов 181,32. На третьем этапе Гран-при Internationaux de France, в короткой программе расположилась на 5 месте 64,78 баллов, в произвольной программе расположилась на 7 месте с 109,34 балла, по итогу заняв 6 место с суммой балла 174,12.
В декабре выступила на чемпионате Японии, где в короткой программе заняла 4 место с 68,10 балла, в произвольной программе заняла 2 место с 138,51 балла, по итогу завоевала серебряную медаль. 
В феврале выступила на чемпионате четырёх континентов, где после короткой программе расположилась на 5 месте с 72,95 балла, в произвольной программе расположилась также на 5 месте с 134,51 балла, по итогу заняла 4 место с суммой баллов 207,46.

### Сезон 2020—2021
В конце ноября выступила на четвертом этапе Гран-при NHK Trophy, после короткой программы была на 2 месте с 69,71 балла, в произвольной программе на 4 месте с 131,27 балла, по итогу  заняла 2 место с суммой баллов 200,98. 
В декабре выступила на национальном чемпионате, после короткой программы была на 13 месте с 61,53 балла, в произвольной программе заняла 8 место с 133,51 баллов, по итогу заняла 7 место с суммой баллов 195,04.

### Сезон 2021—2022
В конце октября выступила на этапе Гран-при Skate Canada International, где в короткой программе расположилась на 5 месте с 69,41 балла, в произвольной программе расположилась также на 5 месте с 135,86 балла, по итогу заняв 6 место с суммой баллов 205,27. В ноябре выиграла международный турнир серии «Челленджер» Cup of Austria. В короткой программе набрала 79,73 балла и занимала лидирующую позицию, но в произвольной программе получила 109,70 балла. По итогу смогла завоевать золотую медаль турнира. Также в конце ноября выступила на этапе Гран-при Internationaux de France, в короткой программе расположилась на 6 месте с 63,87 баллов, в произвольной программе расположилась на 3 месте с 141,04 балла, по итогу завоевала бронзовую медаль турнира.
В конце декабря выступила на чемпионате Японии, где завоевала серебряную медаль. По результатам национального первенства Хигути вошла в состав сборной Японии на Олимпийские игры в Пекине и на чемпионат мира.
На Олимпийских играх приняла участие в командных соревнованиях. Хигути выступила в короткой программе, без ошибок исполнила свою программу, по её итогам стала второй и принесла японской команде 9 очков. Сборная Японии стала бронзовыми призёрами командного турнира.
В личном турнире в короткой программе расположилась на промежуточном пятом месте с 73,51 баллами, в произвольной программе расположилась на шестом месте с 140,93 балла, по итогу заняла пятое место с суммой баллов 214,44.

## Программы
| Сезон     | Короткая программа | Произвольная программа | Показательные выступления                                                                     |
| --------- | --- | --- | --------------------------------------------------------------------------------------------- |
| 2024—2025 | - «Herald of the Change» - «I See You in My Dreams» (из фильма «Дюна») Ханс Циммер - «Harvester Attack» (из фильма «Дюна: Часть вторая») Ханс Циммер хореография: Джеффри Баттл | - «Nature Boy» (из фильма «Чужой: Завет») Нэт Кинг Коул в исполнении AURORA - «Running Up That Hill (Epic Version)» Кейт Буш хореография: Ше-Линн Бурн                                                | - «Primavera» Людовико Эйнауди хореография: Джеффри Баттл                                     |
| 2023—2024 | - «Never Tear Us Apart» в исполнении Bishop Briggs хореография: Ше-Линн Бурн | - «Fix You» - «Paradise» Coldplay хореография: Ше-Линн Бурн |                                                                                               |
| 2022—2023 | - «Never Tear Us Apart» в исполнении Bishop Briggs хореография: Ше-Линн Бурн | - «Поговори с ней» (саундтрек) Альберто Иглесиас - «Creditos» (из фильма «Кожа, в которой я живу») Альберто Иглесиас - «Le di a la caza alcance» Эстрелья Моренте хореография: Ше-Линн Бурн           |                                                                                               |
| 2021—2022 | - «Your Song» Элли Голдинг | - «Spirit» (из мультфильма «Король Лев») Beyoncé - «Grasslands» - «Stampede» - «Remember» (из мультфильма «Король Лев») Ханс Циммер                                                                   | - «Primavera» Людовико Эйнауди                                                                |
| 2020—2021 | - «Bird Set Free» Сиа | - «Poeta En El Puerto» - «Nada Puede Dormir» - «Poeta En El Mar» - «Poeta En El Viento» Висенте Амиго - «Barrio San Miguel» Джино Д'аури                                                              | - «OMG» SUSHIBOYS                                                                             |
| 2019—2020 | - «Bird Set Free» Сиа | - «Poeta En El Puerto» - «Nada Puede Dormir» - «Poeta En El Mar» - «Poeta En El Viento» Висенте Амиго - «Barrio San Miguel» Джино Д'аури                                                              | - «And I Am Telling You I'm Not Going» Том Айен, Генри Кригер в исполнении Дженнифер Хадсон   |
| 2018—2019 | - «Energia» Sofi Tukker | - «Времена года» Антонио Вивальди - «Komodo Dragon» (из фильма «Скайфолл») Томас Ньюман - «Girl Trouble» (из фильма «Из России с любовью») Джон Барри - «Skyfall» Кэролайн Кэмпбелл - «Skyfall» Адель | - «Hallelujah» Леонард Коэн в исполнении Pentatonix                                           |
| 2017—2018 | - «Gypsy Dance» (из балета «Дон Кихот») Людвиг Минкус | - «Komodo Dragon» (из фильма «Скайфолл») Томас Ньюман - «Girl Trouble» (из фильма «Из России с любовью») Джон Барри - «Skyfall» Кэролайн Кэмпбелл - «Skyfall» Адель                                   | - «Byakuya wo Iku» Син Коно - «Hallelujah» Леонард Коэн в исполнении Pentatonix               |
| 2016—2017 | - «La Cena» (из фильма «Калифша») Эннио Морриконе | - «Шехеразада» Николай Римский-Корсаков | - «Push Me Down» Маттиас Рейс - «Byakuya wo Iku» Син Коно                                     |
| 2015—2016 | - «Mambo Fantasy» Альдемаро Ромеро | - «Маска Зорро» Джеймс Хорнер | - «All About That Bass» Меган Трейнор - «You Can't Stop the Beat» (из фильма «Лак для волос») |
| 2014—2015 | - «Чардаш» Витторио Монти | - «Концерт для фортепиано» Джордж Гершвин | - «Somewhere Only We Know» Keane в исполнении Лили Аллен                                      |
| 2013—2014 | - «Чардаш» Витторио Монти | - «Дон Кихот» Людвиг Минкус | - «Чардаш» Витторио Монти                                                                     |
| 2012—2013 | - «Огни большого города» Чарли Чаплин - «The Reel Chaplin: A Symphonic Adventure» Чарли Чаплин                                                                                  | - «Дон Кихот» Людвиг Минкус |                                                                                               |

## Спортивные достижения

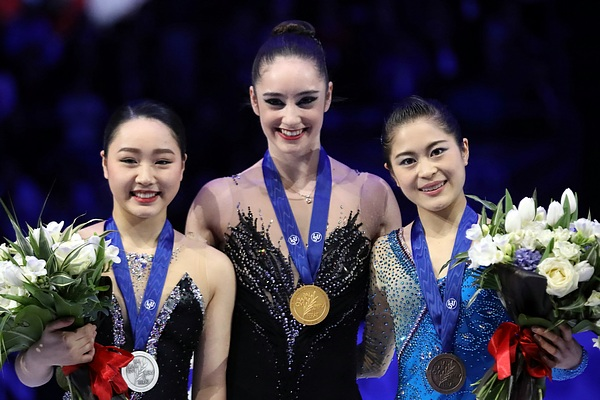
Призёры чемпионата мира 2018 (слева направо): Вакаба Хигути (серебро), Кэйтлин Осмонд (золото), Сатоко Мияхара (бронза)

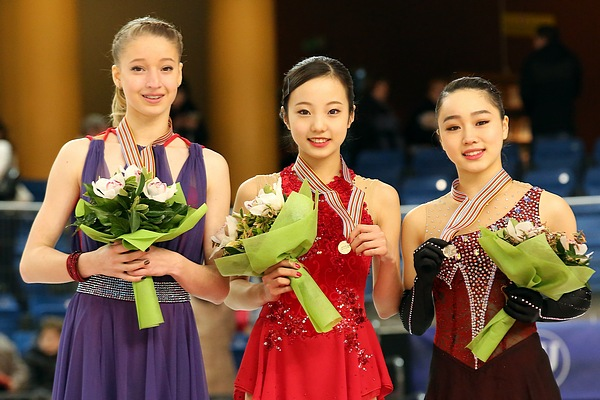
Призёры юниорского чемпионата мира 2016 (слева направо): Мария Сотскова (серебро), Марин Хонда (золото), Вакаба Хигути (бронза)

| Соревнования                              | 12/13         | 13/14         | 14/15         | 15/16         | 16/17         | 17/18         | 18/19         | 19/20         | 20/21         | 21/22         | 22/23         | 23/24         | 24/25         |
| Международные                             | Международные | Международные | Международные | Международные | Международные | Международные | Международные | Международные | Международные | Международные | Международные | Международные | Международные |
| ----------------------------------------- | ------------- | ------------- | ------------- | ------------- | ------------- | ------------- | ------------- | ------------- | ------------- | ------------- | ------------- | ------------- | ------------- |
| Зимние Олимпийские игры                   |               |               |               |               |               |               |               |               |               | 5             |               |               |               |
| Чемпионаты мира                           |               |               |               |               | 11            | 2             |               |               |               | 11            |               |               | 6             |
| Чемпионаты четырёх континентов            |               |               |               |               | 9             |               |               |               | 4             |               |               |               | 5             |
| Финалы Гран-при                           |               |               |               |               |               | 6             |               |               |               |               |               |               | 4             |
| Этапы Гран-при. Skate America             |               |               |               |               |               |               |               | 6             |               |               |               |               | 1             |
| Этапы Гран-при. Skate Canada              |               |               |               |               |               |               | 6             |               |               | 6             |               |               |               |
| Этапы Гран-при. NHK Trophy                |               |               |               |               | 4             |               |               |               | 2             |               |               | 9             |               |
| Этапы Гран-при. Internationaux de France  |               |               |               |               | 3             |               |               | 6             |               | 3             |               | 5             | 2             |
| Этапы Гран-при. Rostelecom Cup            |               |               |               |               |               | 3             |               |               |               |               |               |               |               |
| Этапы Гран-при. Cup of China              |               |               |               |               |               | 2             |               |               |               |               |               |               |               |
| Челленджеры. Autumn Classic International |               |               |               |               |               |               | 5             |               |               |               |               |               |               |
| Челленджеры. Lombardia Trophy             |               |               |               |               | 1             | 2             |               | 8             |               |               | 9             |               |               |
| Челленджеры. Icechallenge                 |               |               |               |               |               |               |               |               |               | 1             |               |               |               |
| Challenge Cup                             |               |               |               |               |               |               | 1             | 3             |               |               |               |               |               |
| Международные командные                   |               |               |               |               |               |               |               |               |               |               |               |               |               |
| Зимние Олимпийские игры                   |               |               |               |               |               |               |               |               |               | 2             |               |               |               |
| Командные чемпионаты мира                 |               |               |               |               | 1             |               |               |               |               |               |               |               |               |
| Национальные                              |               |               |               |               |               |               |               |               |               |               |               |               |               |
| Чемпионаты Японии                         |               |               | 3             | 2             | 2             | 4             | 5             | 2             | 7             | 2             |               | 12            | 3             |
| Первенство Японии среди юниоров           | 7             | 8             | 1             | 1             |               |               |               |               |               |               |               |               |               |
| Международные среди юниоров               |               |               |               |               |               |               |               |               |               |               |               |               |               |
| Чемпионаты мира среди юниоров             |               |               | 3             | 3             |               |               |               |               |               |               |               |               |               |
| Финалы юниорского Гран-при                |               |               | 3             |               |               |               |               |               |               |               |               |               |               |
| Этапы юниорского Гран-при: Австрия        |               |               |               | 5             |               |               |               |               |               |               |               |               |               |
| Этапы юниорского Гран-при: Хорватия       |               |               |               | 2             |               |               |               |               |               |               |               |               |               |
| Этапы юниорского Гран-при: Чехия          |               |               | 2             |               |               |               |               |               |               |               |               |               |               |
| Этапы юниорского Гран-при: Германия       |               |               | 1             |               |               |               |               |               |               |               |               |               |               |
| Кубок Азии                                |               |               | 1J.           |               |               |               |               |               |               |               |               |               |               |